# Jorgos Warnawa
Jorgos Warnawa, gr. Γιώργος Βαρνάβα (ur. 13 września 1968 w Famaguście) – cypryjski polityk i działacz partyjny, deputowany, poseł do Parlamentu Europejskiego V kadencji (2004).

## Życiorys
Z zawodu nauczyciel, absolwent instytutu pedagogicznego w Piatigorsku, gdzie studiował filologię rosyjską i angielską oraz pedagogikę. Zaangażował się w działalność polityczną w ramach Ruchu na rzecz Socjaldemokracji (EDEK). Był członkiem władz krajowych organizacji młodzieżowych tego ugrupowania (EDEN i NEOS), wszedł w skład komitetu centralnego i biura politycznego partii EDEK. W 2001 po raz pierwszy został wybrany do Izby Reprezentantów. Od 2003 pełnił funkcję obserwatora w Parlamencie Europejskim, od maja do lipca 2004 sprawował mandat eurodeputowanego V kadencji w ramach delegacji krajowej. W 2006 i 2011 z powodzeniem ubiegał się o reelekcję w wyborach krajowych.